# Pyrgulopsis thermalis
Pyrgulopsis thermalis là danh pháp hai phần của một loài ốc nước ngọt cỡ nhỏ, động vật thân mềm chân bụng có mài sống trong môi trường nước ngọt trong họ Hydrobiidae.
Đây là loài đặc hữu của Hoa Kỳ. Môi trường sống tự nhiên của chúng là hot springs. Nó bị đe dọa do mất nơi sống.